# Kamershoek
Kamershoek is een gehucht in de Belgische provincie Oost-Vlaanderen. Het ligt op de grens van de gemeenten Berlare en Zele, rond een gelijknamige straat. Kamershoek ligt zo'n twee kilometer ten noorden van het dorpscentrum van Berlare, en twee kilometer ten zuidwesten van het dorpscentrum van Zele.
Kamershoek ligt aan de voormalige oostelijke oever van een afgesneden en verveende meander van de Schelde, die nu het natuurgebied Berlare Broek vormt. Ten noorden van Kamershoek liggen de Gratiebossen.

## Geschiedenis
Volgens een oude overlevering sloeg er een zeker generaal Camers of Kamers zijn kamp op met zijn leger, waarop de plaats "Hoek van Camers" of gewoonweg "Kamershoek" zou genoemd zijn..
Op de Ferrariskaart uit de jaren 1770 is de plaats aangeduid als het gehucht Cammershoeck. De Atlas der Buurtwegen uit 1841 spelt het gehucht als Camershoek (kaartdelen van Zele) en als Kamershoek (kaartdelen van Berlare). De Vandermaelenkaart (1846-1854) geeft de naam Kamershoek, gelegen aan "Het Broek".
Kamershoek heeft sinds 2002 een buurtcomité. Dit omvat Kamershoek en de zijstraten: Gratiebossen, Haststraat, Ridderstraat en Damweg. Het comité geeft een halfjaarlijks krantje uit, Onze Buurt genaamd. Sinds 2004 wordt er jaarlijks een buurtweekend georganiseerd in het eerste weekend van juli en in januari een nieuwjaarsreceptie.
Tot 2020 had Kamershoek een kleuterschooltje; een van de kleinste scholen van België. 

## Bezienswaardigheden
- Het natuurgebied Berlare Broek, ten westen van Kamershoek
- De Heilige Annakapel, een wegkapel uit de tweede helft van de 19de eeuw, mogelijk ter vervanging van een oude kapel die al op de 18de-eeuwse Ferrariskaart was weergegeven

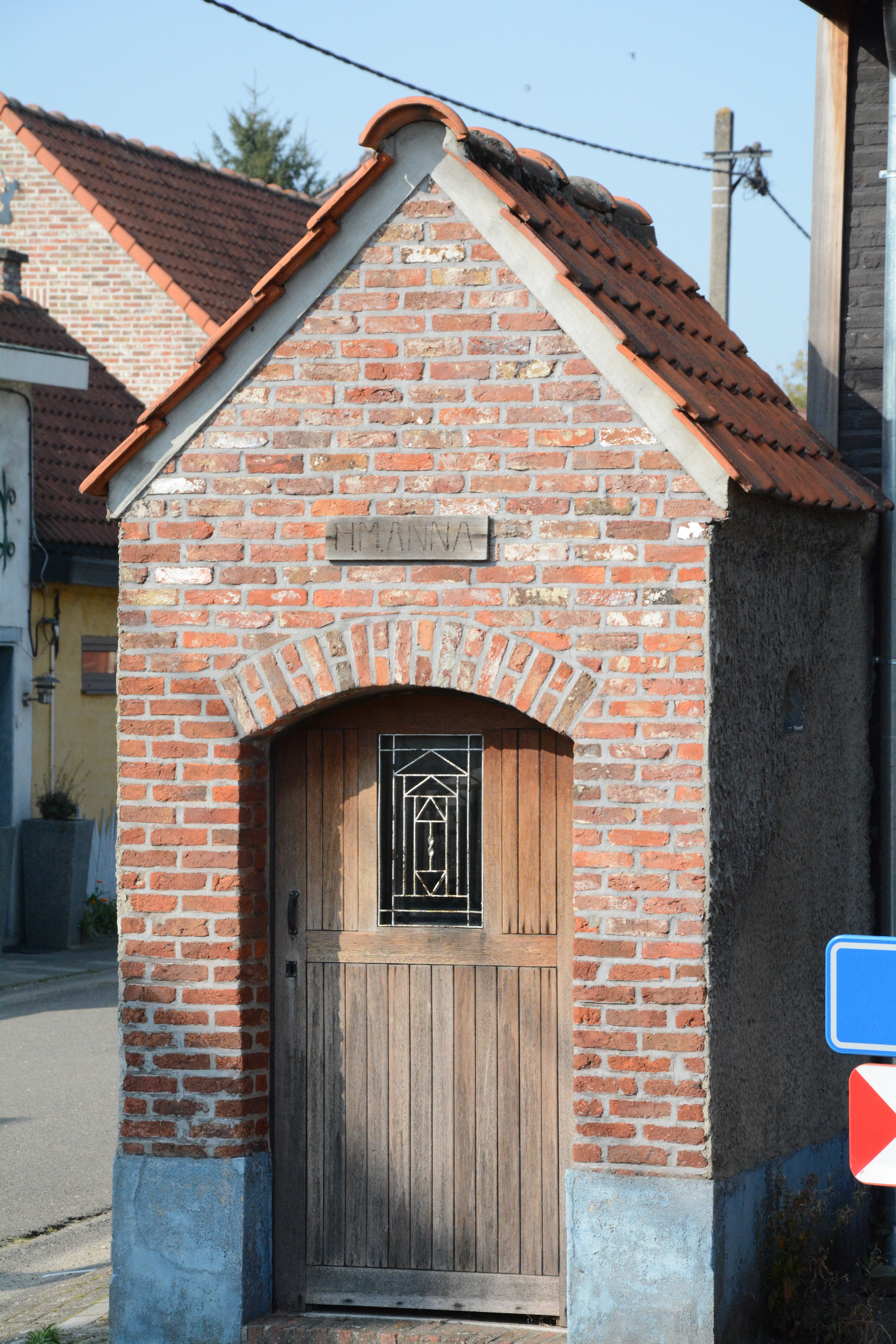
Heilige Annakapel

Deelgemeenten: Berlare · Overmere · Uitbergen

Overige gehuchten en wijken: Donk · Heikantstraat · Kamershoek

Belgische gemeenten · Arrondissement Dendermonde · Oost-Vlaanderen · Vlaanderen
Gehuchten en wijken: Avermaat · Bos · Dijk · Dries · Durmen · Elst · Hansevelde · Heikant · Hoek · Huivelde · Kamershoek · Kouter · Langevelde · Meerskant · Mespelaar · Rinkhout · Stokstraat · Veldeken · Wezepoel · Zandberg

Belgische gemeenten · Arrondissement Dendermonde · Oost-Vlaanderen · Vlaanderen